# Grand Royal
Grand Royal — американський лейбл звукозапису, заснований 1992 року.
Засновниками лейблу став хіп-хоп-гурт Beastie Boys. Цей колектив з Нью-Йорку дебютував 1986 року з альбомом Licensed to Ill, що вийшов на лейблі Def Jam. Через конфлікт із невиплатою роялті Beastie Boys розірвали контракт та видали другу платівку Paul's Boutique (1989) на Capitol Records. Проте свої наступні записи вони хотіли видавати самостійно, для чого 1992 року заснували лейбл звукозапису Grand Royal.
Протягом 1990-х років на Grand Royal вийшли три студійні альбоми Beastie Boys: Check Your Head (1992), Ill Communication (1994) та Hello Nasty (1998). Окрім власних записів гурту, на лейблі виходили записи Шона Леннона, Бена Лі, гуртів Luscious Jackson, Atari Teenage Riot, At the Drive-In та BS 2000.
2001 року Beastie Boys оголосили про закриття лейблу внаслідок «зростання боргів, зменшення активів і надзвичайно важких умов в галузі», а свій наступний альбом To the 5 Boroughs випустили на Capitol Records.